# Scottish League Two
Scottish League Two er den fjerde bedste fodboldliga i Skotland etableret i 2013. 

## Nedrykning tilHighland Football LeagueogLowland Football League
De to dårligst placeret hold i slutningen af sæsonen, går videre i en play-off kamp. Det hold der taber play-off kampen skal spille mod vinderen af play-off kampen mellem vinderne af Highland Football League og Lowland Football League. 